# Nora Quest
Nora Quest (* 19. August 1990 in Bochum) ist eine deutsche Theater- und Filmschauspielerin.

## Leben
Nora Quest wuchs in Bochum auf und ging dort zur Schule. In der Zeit von 2002 bis 2005 erlernte sie das Improvisationstheater und trat von 2004 bis 2008 am Schauspielhaus Bochum auf. In ihrer Heimatstadt nahm sie zudem Sprach- und Gesangsunterricht.
Nach ihrem Abitur an der Graf-Engelbert-Schule studierte sie von 2009 bis 2013 an der Hochschule für Musik und Darstellende Kunst Stuttgart; während des Studiums trat sie am Wilhelma-Theater und am Staatstheater Stuttgart in mehreren Stücken auf. Des Weiteren sah man sie 2012 in dem Stück Vorher/Nachher im Theater Freiburg.
Seit 2013 ist sie am DNT in Weimar in dem Stück Faust, das an Goethes Faust. Eine Tragödie angelehnt ist, als Gretchen zu sehen. Seit 2017 arbeitet sie freischaffend.
Neben den Auftritten am Theater spielte Quest auch in Fernsehserien wie Post Mortem – Beweise sind unsterblich, Notruf Hafenkante (beide 2007), Der Alte (2010) und Ein Fall für zwei (2012) für je eine Folge mit. Im Werbespot Der Soziale Tag für die Privatsender ProSieben und VOX war Quest für Schüler Helfen Leben zu sehen. 
Ihr erstes Engagement beim Film hatte sie 2007 neben Veronica Ferres, Jessica Schwarz und Thomas Kretschmann in der Komödie Die Wilden Hühner und die Liebe. Im Jahr 2008 sah man Quest als Tochter des Bürgermeisters (dargestellt von Dominique Horwitz) in der Verfilmung Die Rote Zora, hierfür wurde sie in der Kategorie „Beste jugendliche Nebendarstellerin in einem Kinospielfilm“ für den Undine Award nominiert.
Sie ist die Enkelin des Schauspielers und Regisseurs Hans Quest.
Nora Quest ist mit ihrem Schauspielkollegen Sascha Nathan verheiratet, mit dem sie eine Tochter (* 2022) hat.

## Werke

### Filmografie (Auswahl)
- 2007: Post Mortem – Beweise sind unsterblich (Fernsehserie, Folge Amok)
- 2007: Die Wilden Hühner und die Liebe
- 2007: Notruf Hafenkante (Fernsehserie, Folge Auf der Flucht)
- 2008: Die Rote Zora
- 2008: 2er ohne
- 2009–2010: Rennschwein Rudi Rüssel (Fernsehserie, sieben Folgen)
- 2010: Der Alte (Fernsehserie, Folge Muttertag)
- 2012: Ein Fall für zwei (Fernsehserie, Folge Liebesblind)
- 2015: Tatort: Der Irre Iwan
- 2016: Akte Ex (Fernsehserie, Folge Zieht euch aus!)
- 2018: Matti & Sami und die drei größten Fehler des Universums
- 2021: SOKO Wismar (Fernsehserie, Folge Lars sieht rot)
- 2022: Die Heiland – Wir sind Anwalt (Fernsehserie, Folge Täter, Opfer, Mieter)
- 2024: Polizeiruf 110: Der Dicke liebt

### Hörspiele
- 2012: Kai Laufen: Steuerung – Alt – Entfernen. Regie: Ulrich Lampen (SWR)